# NHK 요나고 지국
NHK 요나고 지국(米子 支局)은 돗토리현 요나고시에 있는 NHK 돗토리 방송국 지국으로 돗토리현의 서부 지역을 대상으로 뉴스 취재, 수신료 징수 업무 등을 실시하고 있다.

## 연혁
- 1954년 10월 24일 - 요나고 방송국 개국. 카미도고 방송소에서 라디오 제1방송 개시.
- 1957년 12월 20일 - 카미도고 방송소에서 라디오 제2방송 개시.
- 1959년 10월 28일 - 마쓰에 방송국 마쿠라기 산에서 아날로그 종합 텔레비전 방송 개시.(요나고 시에서도 수신가능)
- 1962년 12월 28일 - 마쓰에 방송국 마쿠라기 산에서 아날로그 교육 텔레비전 방송 개시.
- 1970년 - 돗토리 방송국 카미도고 방송소에 아날로그 종합 텔레비전 중계국 설치
- 1982년 11월 1일 - 라디오 제1방송의 호출부호를 "JOLQ"로, 라디오 제2방송 호출부호를 "JOLZ"로 변경.
- 1984년 - NHK 조직 개혁에 따라 요나고 방송국 제작부 폐지.
- 1988년 7월 22일 - NHK 조직 개혁에 따라 요나고 지국으로 격하.
- 1998년 11월 26일 - 아날로그 종합 텔레비전 송신소를 마쓰에 방송국 마쿠라기 중계국으로 이전하면서 중소규모 텔레비전 중계국 통합.(그러나 시청자 보호 및 안테나 조정 등의 이유로 99년 1월까지 폐지대상 중계국에서도 방송 실시.)
- 2006년 10월 1일 - 디지털 텔레비전 방송 시작
- 2011년 7월 24일 - 지상파 아날로그 텔레비전 방송 종료

## 채널 및 주파수
- 종합 텔레비전 - 요나고 중계소　26ch　100w(시마네현 마쓰에시에서 역외 송신)
  - 1998년11월 26일개국
- 교육 텔레비전 - 요나고 중계소　20ch　100w(시마네현 마쓰에시에서 역외 송신)
- 라디오 제1방송 - (구JOLQ→현재는 호출 부호 없음)　963 kHz
  - 1998년 11월 25일 이전에는 라디오1방송국 송신소에서 종합 텔레비전을 송출하고 있어 일본에서 드물게 중파용 안테나 정상에 UHF용 슈퍼 턴 안테나를 설치했다.
- 라디오 제2방송 - (구JOLZ→현재는 호출 부호 없음)　1521kHz
- FM 방송 히노 중계국　84.0MHz